# Monika Übelhör
Monika Übelhör (* 1940) ist eine deutsche Sinologin und ehemalige Lehrstuhlinhaberin für Sinologie an der Philipps-Universität Marburg. Sie ist Research Associate am Institut für Sinologie der Ruprecht-Karls-Universität Heidelberg.

## Laufbahn
Monika Übelhör studierte Sinologie in Hamburg. Sie verbrachte ihre Auslandssemester in Japan. Von 1988 bis 2005 war sie Professorin an der Philipps-Universität Marburg. Ihre Arbeitsschwerpunkte sind das Erziehungswesen im traditionellen China, der Konfuzianismus seit der Song-Zeit, Fragen der Lokalverwaltung, die Auseinandersetzung in China mit westlichem Gedankengut und dem eigenen kulturellen Erbe seit der Jesuitenmission, die Stellung der Frau im traditionellen China und im China an der Schwelle zum 20. Jahrhundert.

## Werke
- Hsü-Kuang-ch’i (1562–1633) und seine Einstellung zum Christentum. Ein Beitrag zur Geistesgeschichte der Späten Ming-Zeit. In: Oriens Extremus 15, 2 und 16, 1 (1968 und 1969).
- Ch’en T’ien-hua: ‚Sturmglocken unserer Zeit‘. Ein Aufruf zum patriotischen Zusammenschluß zur Rettung der Nation aus den Vorjahren der republikanischen Revolution in China. In: NOAG 111 und 112 (1972).
- Geistesströmungen der Späten Ming-Zeit, die das Wirken der Jesuiten in China begünstigten. In: Saeculum XXIII, 2 (1972).
- Eine Gegenposition zum neo-konfuzianischen Herrschaftsverständnis. Kommentierte Übersetzung der vier ersten Kapitel des Mingyi daifanglu von Huang Zongxi (1610–1695). In: Oriens Extremus 23, 1/2 (1977; in Zusammenarbeit mit Hans-Wilm Schütte, Kathrin Scheerer, Karin Prange).
- Die neo-konfuzianische Philosophie – Die Schulrichtungen Chu Hsis und Wang Yang-mings (Übersetzung von Shimada Kenji, Shushi gaku to Yōmei gaku). In der Reihe MOAG, Nr. LXXIV, Hamburg 1979.
- Die Auflösung des neo-konfuzianischen Bildungsbegriffes bei Wang Yang-ming. In: Asiatische Studien XXXIV, 1 (1980).
- Das kosmische Ordnungsprinzip (t’ien li) und die persönlichen Wünsche des Menschen (jen yü). In Oriens Extremus 27, I (1980).
- Konfuzianismus und Arbeit. In: M. Klöcker, U. Tworuschka (Hrsg.): Ethik der Religionen, Lehre und Leben, Bd. 2, Kösel/Vandenhoeck, München 1985.
- Wang Gen und seine Lehre – Eine kritische Position im späten Konfuzianismus. Marburger Studien zur Afrika- und Asienkunde, Reihe B, Bd. 8, Berlin 1986.
- Lun Wang Gen sixiang zhong ‘xiao’ de gainian. In: Lu Zhenyu (Hrsg.): Jinian lunwenji, Taizhou xuepai xueshu taolunhui, Taizhou 1986.
- Rezension von Mano Senryū: Mindai bunkashi kenkyū, Kyoto 1979 (512 Seiten). In: Ming Studies 22 (Herbst 1986).
- Mingyi daifanglu de xianqu – Wang Gen: ‘Yi tianxia zhi tianxia’. In: Wu Guang (Hrsg.): Huang Zongxi lun, Guoji Huang Zongxi xueshu taolunhui wenji. Hangzhou 1987.
- Einführung in die neo-konfuzianische Philosophie. 2. überarbeitete Version der Veröffentlichung v. 1979, MSAA, Reihe B, Bd. 9, Berlin 1987.
- The Educational Significance of the Community Compacts of the Sung. In: Wm. Th. de Bary, H. Chaffee (Hrsg.): Neo-Confucian Education, Band I (Sung time), Calif. UP, Berkeley 1989.
- Problematische Situationen im Alltag eines Kreisbeamten – Nach Sungzeitlichen Handbüchern für korrekte Amtsführung. In: Helwig Schmidt-Glintzer (Hrsg.): Lebenswelt und Anschauung im frühneuzeitlichen China. Franz Steiner Verlag, Stuttgart 1990.
- Die Darstellung der Probleme der Frau in der Literatur des 20. Jhdts. der in dem FB Außereuropäische Sprachen und Kulturen der Philipps-Universität Marburg vertretenen Kulturregionen. Monika Übelhör (Hrsg.), Marburg 1991.
- Das Bild der Frau im traditionellen China – Einige Überlegungen zu Möglichkeiten der Aussage von Malerei und Literatur. In: Cheng Ying, B. Gransow, M. Leutner (Hrsg.): Frauenstudien. Beiträge der Berliner China-Tagung 1991. Berlin 1992.
- Die Hälfte der Verantwortung für ein neues China – Zur Rolle der Frau in den chinesischen Genossenschaften der frühen 20er Jahre. In: B. Eberstein, B. Staiger (Hrsg.): China, Wege in die Welt. Hamburg 1992.
- Some Ways of Instilling Confucian Values at the Village Level. In: Erik Zürcher (Hrsg.): Norms and their Popularization in Chinese Culture. Leiden 1993.
- How to Ensure the Confucian Governing of the People. In: Chung Tsai-chün (Hrsg.): Kuo-chi Chu His hsueh lun-wen chi. Taipei 1994 (Bd. 2).
- Frauenleben im traditionellen China: Grenzen und Möglichkeiten einer Rekonstruktion (Beiträge zu einem Symposium des Fachgebietes Sinologie der Philipps-Universität Marburg am 6. und 7. November 1998). Monika Übelhör (Hrsg.), Marburg 1999.
- Die Rollenzuweisung ‚Gute Gattin, weise Mutter‘ – Einschränkung oder Entwicklungschance? In: Monika Übelhör (Hrsg.): Zwischen Tradition und Revolution: Lebensentwürfe chinesischer Frauen an der Schwelle zur Moderne (Beiträge zu einem Symposium des Fachgebietes Sinologie der Philipps-Universität Marburg vom 26. bis 28. November 1999).  Marburg 2001.
- Zwischen Tradition und Revolution: Lebensentwürfe chinesischer Frauen an der Schwelle zur Moderne (Beiträge zu einem Symposium des Fachgebietes Sinologie der Philipps-Universität Marburg vom 26. bis 28. November 1999). Monika Übelhör (Hrsg.), Marburg 2001.
- Wang Gen‘s Concept of  “With all the People in the Realm Creating Order in the Realm” (yi tianxia zhi tianxia 以天下治天下): An Excursion into a Perilious Challenge to Mainstream Confucian Identity in Late Imperial China. In: Achim Mittag, Martin Hanke (Hrsg.): Collective Identity, Experiences of Crisis and Traumata. New Approaches to Chinese Historiography and Historical Culture from a Comparative Perspective. Ostasien-Verlag, Gossenberg, 2023.

## Fachdidaktische Vorlagen zum Studienfach Sinologie
- Diskussionsvorlage zur Besprechung von Currikular-Fragen und des Verhältnisses von Forschung und Lehre (in Zusammenarbeit mit H. Schmidt-Glintzer und H.-W. Schütte). In: Protokoll der „2. Tagung zur Problematik der Sinologie“. Heidelberg, Februar 1972.
- Chinawissenschaften – Sache mit Zukunft? In Zusammenarbeit mit H.-W. Schütte, Radiobeitrag für „Aus Forschung und Lehre“ (NDR 3), gesendet im Oktober 1973.
- Zur Zusammenarbeit des Hamburger Sinologischen Seminars mit dem Historischen Seminar in einem Projekt. In: Protokoll der 3. Tagung zur Problematik der Sinologie. Hamburg, März 1973.
- Bemerkungen zur Erarbeitung von Unterrichtseinheiten aus dem Bereich Ostasien für den Schulunterricht. Verschickt im Rahmen der Vorbereitung der Tagung zu Fragen von Lerneinheiten aus dem Bereich Ostasien in der Lehrerausbildung und im Schulunterricht, Hamburg, Herbst 1974.
- Zu Fragen der Evaluation bestehender Arbeiten über China. In: Protokoll der Tagung zu Fragen von Lerneinheiten aus dem Bereich Ostasien in der Lehrerausbildung und im Schulunterricht. Hamburg, April 1975.
- Zusammenstellung europäischer Äußerungen über China vom Mittelalter bis ins frühe 20. Jahrhundert. Verschickt als Arbeitsvorlage für die Arbeitsgemeinschaft „Vorurteile“ im Rahmen der Tagung „Ostasien und Schule“ des Züricher Ostasiatischen Seminars, November 1976.
- Zur Frage der Einfügung des Sprachunterrichts in die allgemeine ostasienwissenschaftliche Ausbildung. Beitrag zur Tagung „Modernes Chinesisch an deutschsprachigen Hochschulen“. Berlin, Juli 1979.
- Sinologen heute – Sinologie in Marburg. In: alma mater philippina, Marburger Universitätsbunde.V., Sommersemester 1989, S. 5–8.
- China in unserer Welt. In: Marburger UniJournal (Nr. 15) Juli 2003, S. 49f.
- Grammatische Prinzipien des Klassischen Chinesisch. Handreichungen zur Einführung in das Klassische Chinesisch. In Zusammenarbeit mit Gabriele von Sivers-Sattler und Denise Gimpel.